# Ferrières-Haut-Clocher
Ferrières-Haut-Clocher ist eine französische Gemeinde mit 1.119 Einwohnern (Stand: 1. Januar 2022) im Département Eure in der Region Normandie. Sie gehört zum Arrondissement Évreux und zum Kanton Conches-en-Ouche sowie zum Gemeindeverband Pays de Conches.
Die Einwohner werden Ferriérois genannt.

## Geographie
Ferrières-Haut-Clocher liegt etwa neun Kilometer westnordwestlich von Évreux.

### Nachbargemeinden
Umgeben ist Ferrières-Haut-Clocher von den Nachbargemeinden Ormes im Norden und Nordwesten, Claville im Norden und Nordosten, Caugé im Osten, La Bonneville-sur-Iton im Südosten, Glisolles und La Croisille im Süden sowie Portes im Westen. 

## Bevölkerungsentwicklung
| Jahr      | 1962 | 1968 | 1975 | 1982 | 1990 | 1999 | 2006 | 2018 |
| Einwohner | 229  | 235  | 223  | 391  | 569  | 760  | 996  | 1161 |

## Sehenswürdigkeiten
- Kirche Sainte-Christine aus dem 16. Jahrhundert, Monument historique

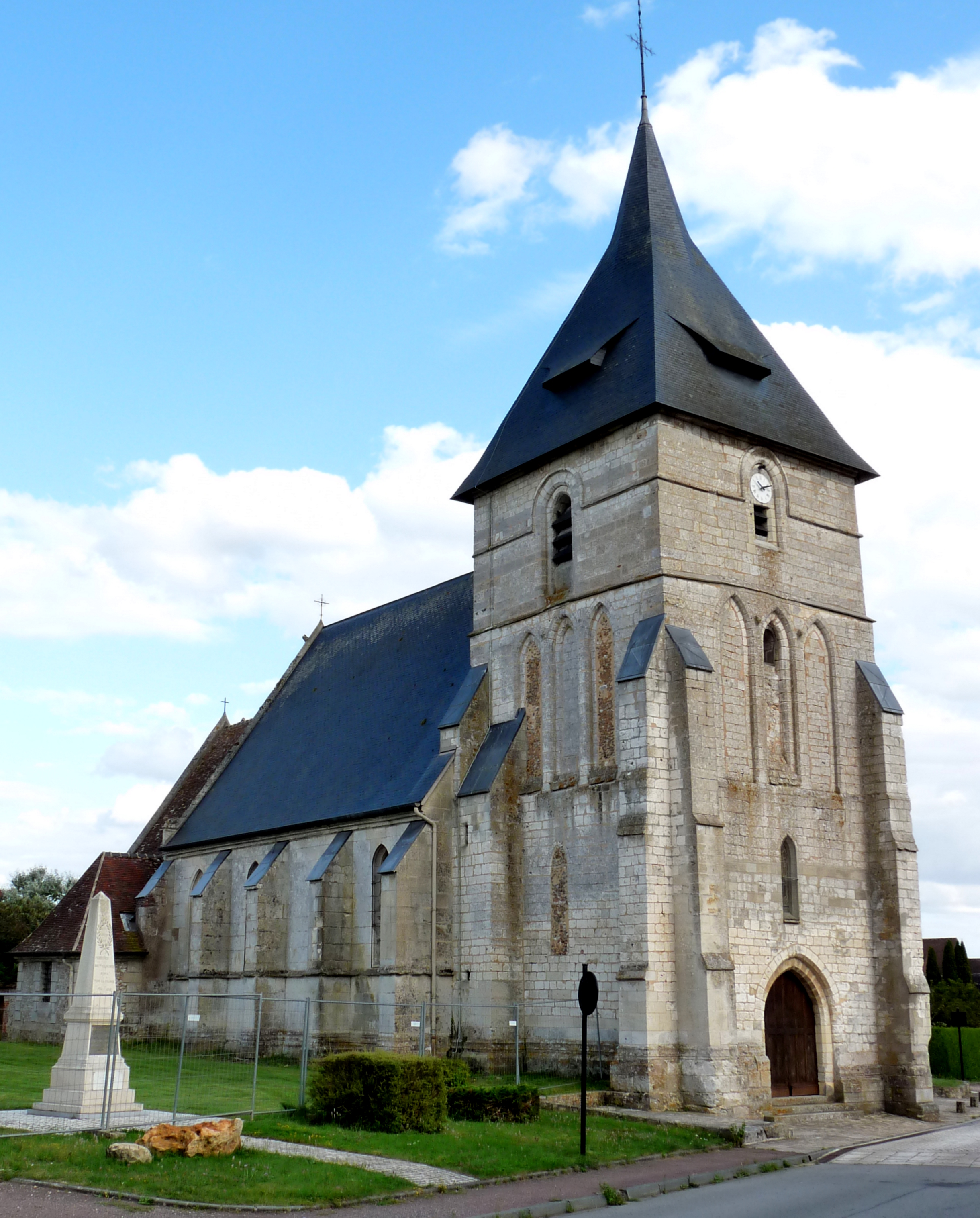
Kirche Sainte-Christine